# 小林勝民

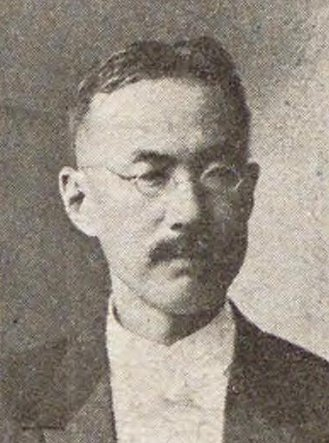
小林勝民

小林 勝民（こばやし かつたみ、文久2年4月5日（1862年5月3日） – 昭和18年（1943年）7月7日）は、日本の衆議院議員（立憲国民党→立憲同志会→憲政会）。ジャーナリスト。弁護士。

## 経歴
駿河国益津郡藤枝（現在の静岡県藤枝市）出身。和漢学、英学、法学を学んだ。『朝野新聞』記者、『日刊民報』記者、『静岡民友新聞』主筆、『台湾民報』主筆、雑誌『国士』主筆、雑誌『大亜細亜』主筆などを務めた。また台北市に弁護士事務所を開いた。
1912年（明治45年）、第11回衆議院議員総選挙に出馬し、当選。第12回衆議院議員総選挙でも再選を果たした。
その他、台湾物産株式会社取締役、台湾石鹸株式会社監査役などを務めた。